# جون هامبورغ
جون هامبورغ (بالإنجليزية: John Hamburg)‏ (مواليد 26 ماي، 1970) هو كاتب سيناريو ومنتج ومخرج أفلام أمريكي.

## حياته الشخصية
ولد هامبورغ لعائلة يهودية في مانهاتن، هو ابن جوان هامبورغ ومورتون هامبورغ الأول. تخرج من جامعة براون سنة 1992 بشهادة في التاريخ. ثم التحق بعد ذلك بمدرسة تيش العليا للفنون في جامعة نيويورك.
هامبورغ متزوج بالممثلة كريستينا كيرك.

## أعماله
| السنة | الفيلم           | دوره في الفيلم | دوره في الفيلم | دوره في الفيلم |
| السنة | الفيلم           | مخرج           | منتج           | كاتب           |
| ----- | ---------------- | -------------- | -------------- | -------------- |
| 1998  | رجال آمنون       | نعم            |                | نعم            |
| 2000  | قابل الوالدين    |                |                | نعم            |
| 2001  | زولاندر          |                |                | نعم            |
| 2004  | بولي تأتي مباشرة | نعم            |                | نعم            |
| 2004  | قابل آل فوكر     |                |                | نعم            |
| 2009  | أحبك يا رجل      | نعم            | نعم            | نعم            |
| 2010  | صغار عائلة فوكرز |                | نعم            | نعم            |
| 2015  | نخب الزفاف       |                | نعم            |                |
| 2016  | زولاندر 2        |                |                | نعم            |
| 2016  | لماذا هو؟        | نعم            |                | نعم            |

## روابط خارجية
- جون هامبورغ على موقع IMDb (الإنجليزية)
- جون هامبورغ على موقع ألو سيني (الفرنسية)
- جون هامبورغ على موقع أول موفي (الإنجليزية)
- جون هامبورغ على موقع قاعدة بيانات الأفلام السويدية (السويدية)
- جون هامبورغ على موقع قاعدة بيانات الفيلم (الإنجليزية)
- جون هامبورغ على موقع كينوبويسك (الروسية)